# ماجرای پودینگ کریسمس
ماجرای پودینگ کریسمس (به انگلیسی: The Adventure of the Christmas Pudding) رمانی جنایی اثر آگاتا کریستی است.
این کتاب در تاریخ ۲۴ اکتبر ۱۹۶۰ در بریتانیا توسط انتشارات کولینز کرایم کلوب برای دو شخصیت کارآگاهی هرکول پوآرو و خانم مارپل به چاپ رسیده‌است.
قیمت کتاب ۱۲ شیلینگ و شش پنسی بوده‌است.